# اتحادیه دو و میدانی آمریکای شمالی، آمریکای مرکزی و کارائیب
اتحادیه دو و میدانی آمریکای شمالی، آمریکای مرکزی و کارائیب (انگلیسی: North American, Central American and Caribbean Athletic Association) سازمان اداره‌کننده ورزش دو و میدانی در آمریکای شمالی، آمریکای مرکزی و کارائیب است.
این سازمان که در سال ۱۹۸۸ تأسیس شده‌است دارای ۳۱ عضو می‌باشد و مقر آن در شهر سانتورس، پورتوریکو قرار دارد.

## مسابقات
- مسابقات قهرمانی دو و میدانی آمریکای شمالی، آمریکای مرکزی و کارائیب
- زیر ۲۳ سال
- مسابقات قهرمانی دو صحرانوردی
- مسابقات قهرمانی پیاده‌روی سرعت
- مسابقات قهرمانی دو کوهستان
- جام رویدادهای ترکیبی پان آمریکن
- مسابقات قهرمانی دو و میدانی آمریکای مرکزی و کارائیب

## اعضا
| کشور                      | سازمان                                                                 |
| ------------------------- | ---------------------------------------------------------------------- |
| آنگویلا                   | Anguilla Amateur Athletic Federation                                   |
| آنتیگوآ و باربودا         | Athletic Association of Antigua & Barbuda                              |
| آروبا                     | Aruba Athletic Federation                                              |
| باهاما                    | Bahamas Association of Athletic Associations                           |
| باربادوس                  | Athletics Association of Barbados                                      |
| بلیز                      | Belize Amateur Athletic Association                                    |
| برمودا                    | Bermuda National Athletics Association                                 |
| جزایر ویرجین انگلستان     | British Virgin Islands Athletics Association                           |
| کانادا                    | فدراسیون دو و میدانی کانادا                                            |
| جزایر کیمن                | Cayman Islands Athletic Association                                    |
| کاستاریکا                 | Costa Rican Athletics Federation                                       |
| کوبا                      | Cuban Athletics Federation                                             |
| دومینیکا                  | Dominica Amateur Athletic Association                                  |
| جمهوری دومینیکن           | Athletics Federation of the Dominican Republic                         |
| گرنادا                    | Grenada Athletic Association                                           |
| گواتمالا                  | Guatemalan Athletics Federation                                        |
| هائیتی                    | Haitian Amateur Athletic Federation                                    |
| هندوراس                   | Federación Nacional Hondureña de Atletismo                             |
| جامائیکا                  | Jamaica Athletics Administrative Association                           |
| مکزیک                     | Federation of Mexican Athletics Associations                           |
| مونتسرات                  | Montserrat Amateur Athletic Association                                |
| نیکاراگوئه                | Nicaraguan Athletics Federation                                        |
| پورتوریکو                 | Puerto Rican Athletics Federation                                      |
| سنت کیتس و نویس           | Saint Kitts & Nevis Amateur Athletic Association                       |
| سنت لوسیا                 | Saint Lucia Athletics Association                                      |
| سنت وینسنت و گرنادین‌ها    | Team Athletics Saint Vincent & The Grenadines                          |
| السالوادور                | Salvadorian Athletics Federation                                       |
| ترینیداد و توباگو         | National Association of Athletics Administrations of Trinidad & Tobago |
| جزایر تورکس و کایکوس      | Turks & Caicos Islands Amateur Athletic Association                    |
| ایالات متحده آمریکا       | فدراسیون دو و میدانی ایالات متحده آمریکا                               |
| جزایر ویرجین ایالات متحده | Virgin Islands Track & Field Federation                                |